# Hard Hat Mack
Hard Hat Mack est un jeu vidéo de plates-formes développé par Michael Abbot et Matthew Alexander et publié par Electronic Arts en 1983 sur Apple II avant d’être porté sur Amstrad CPC, Atari 8-bit, Commodore 64 et IBM PC. Son système de jeu s’inspire du jeu d’arcade Donkey Kong (1981). Le joueur contrôle un ouvrier du bâtiment chargé d’accomplir différentes tâches, afin de terminer trois chantiers dans le temps imparti. Le premier nécessite de positionner des poutres dans des trous, le second de récupérer des boîtes de déjeuner et le troisième de collecter des lingots de métal puis de les déposer dans une machine de fabrication de rivets. Pour accomplir ses objectifs, le joueur déplace son personnage sur des plates-formes tout en évitant les accidents de chantiers, les vandales et les inspecteurs de l’OSHA,,.

## Accueil
| Hard Hat Mack            |      |       |
| Média                    | Pays | Notes |
| Computer and Video Games | GB   | 31/40 |